# أمبازاك
أمبازاك (بالفرنسية: Ambazac)‏ هي إحدى بلديات مقاطعة فيين العليا في منطقة أقطانية الجديدة غرب فرنسا.

## المدن التوأمة
- إكينتال (ألمانيا)، منذ عام 1987

- سوفلينهايم (الألزاس)